# 정부고양지방합동청사
정부고양지방합동청사(政府高陽地方合同廳舍)는 대한민국 각 부처의 특별지방행정기관 중 고양시에 소재하는 행정기관의 사무공간을 통합하여 행정 업무의 효율성을 확보하기 위해 설치한 건축물이다. 각 기관별 사무공간 배정과 합동청사 유지 및 관리 업무는 대한민국 행정안전부 정부청사관리소 고양지소에서 수행한다. 경기도 고양시 덕양구 화중로 104번길 50 (화정동)에 있다.

## 연혁
- 2011년 2월 입주대상기관 기존 청사시설 현지 조사
- 2011년 8월 기본설계 완료
- 2011년 12월 실시설계 완료
- 2012년 3월 신축공사 착공
- 2013년 11월 신축공사 준공
- 2014년 2월 17일 정부고양지방합동청사 개청식[2]

## 입주 기관
- 고양고용노동지청
- 양주출입국관리사무소 고양출장소
- 경인지방통계청 고양사무소
- 국립여성사전시관
- 한국양성평등진흥원 고양센터